# Rajella purpuriventralis
Rajella purpuriventralis är en rockeart som först beskrevs av Bigelow och Schroeder 1962.  Rajella purpuriventralis ingår i släktet Rajella och familjen egentliga rockor. Inga underarter finns listade i Catalogue of Life.
Denna rocka förekommermed flera från varandra skilda populationer i Mexikanska golfen och Karibiska havet. Den vistas vanligen vid ett djup av 730 till 2000 meter. Exemplaren blir ungefär 65 cm långa. Antagligen lägger honor som hos andra slätmedlemmar ägg.
Arten hamnar ibland som bifångst i fiskenät. Populationens minskning antas vara måttlig. IUCN kategoriserar arten globalt som livskraftig.